# Saturno
Als Saturno oder Cappello romano (scherzhaft Don-Camillo-Hut) bezeichnet man eine besonders in Italien übliche Kopfbedeckung katholischer Geistlicher. Dieser Hut wird nur zur Soutane getragen, vor allem als Sonnenhut. Er ist vollkommen rund und besitzt eine weite Krempe, die an die Ringe des Saturn erinnert. Ein weiterer Priesterhut ist das vierkantige Birett. Der Galero, dessen Krempe breiter ist als die des Saturno, war hingegen Kardinälen vorbehalten und findet heute nur noch in der Heraldik von Kardinälen und Bischöfen symbolische Verwendung.
Bei allen Geistlichen mit Ausnahme des Papstes ist der Saturno schwarz. Bischöfe tragen eine gold-grüne Hutschnur mit einer grünen Quaste daran, Kardinäle eine gold-rote Hutschnur mit roter Quaste. Der Saturno des Papstes ist rot und mit goldenen Stickereien verziert. Vor dem Zweiten Vatikanischen Konzil gab es auch einen weißen Saturno, so getragen von Johannes XXIII. und Paul VI.
Es gibt einen Sommer- und einen Winter-Saturno. Ersterer ist ein leichter Strohhut, der Winter-Saturno aus Filz, Biber- oder Hasenhaar.

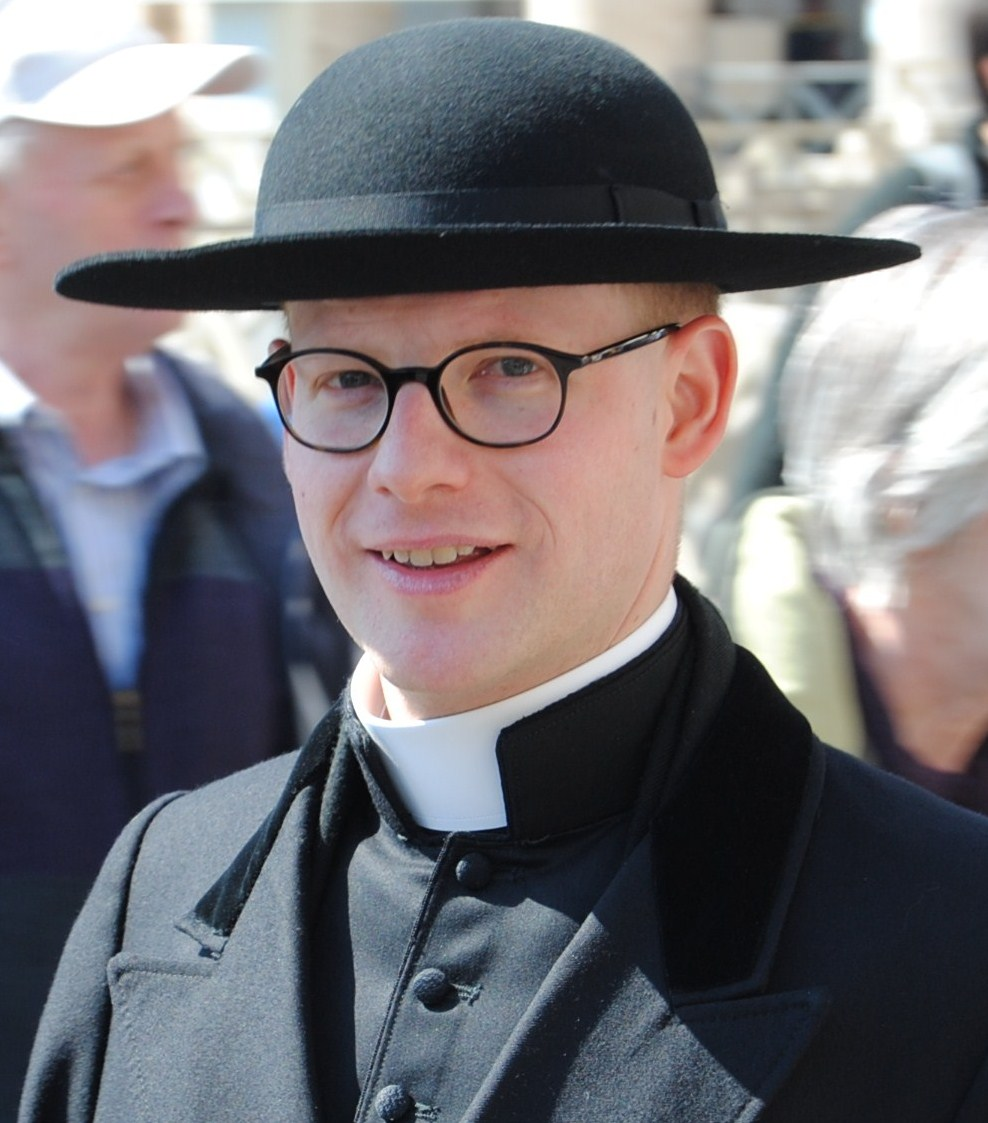
Geistlicher mit Saturno
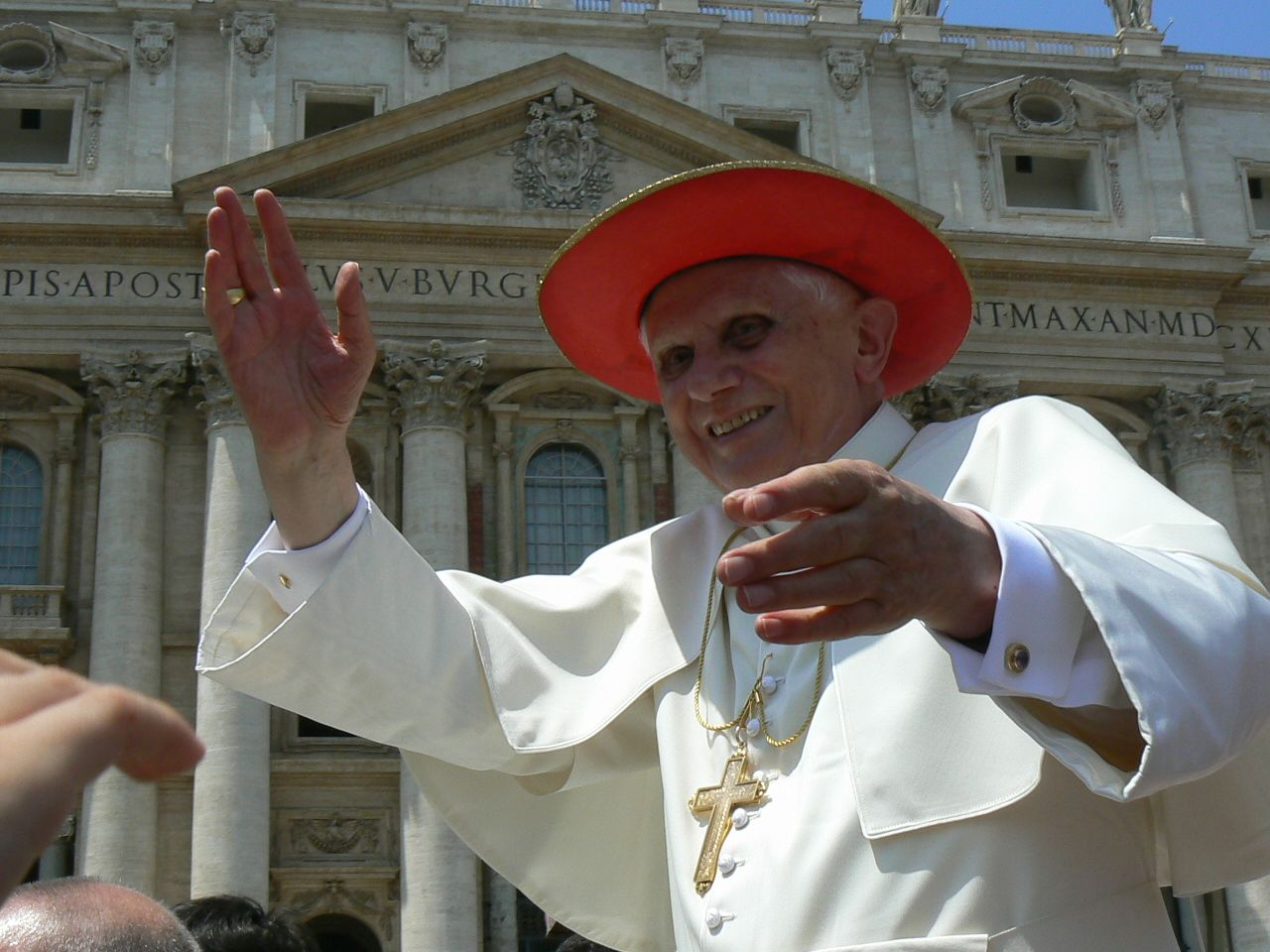
Benedikt XVI. mit dem roten Saturno
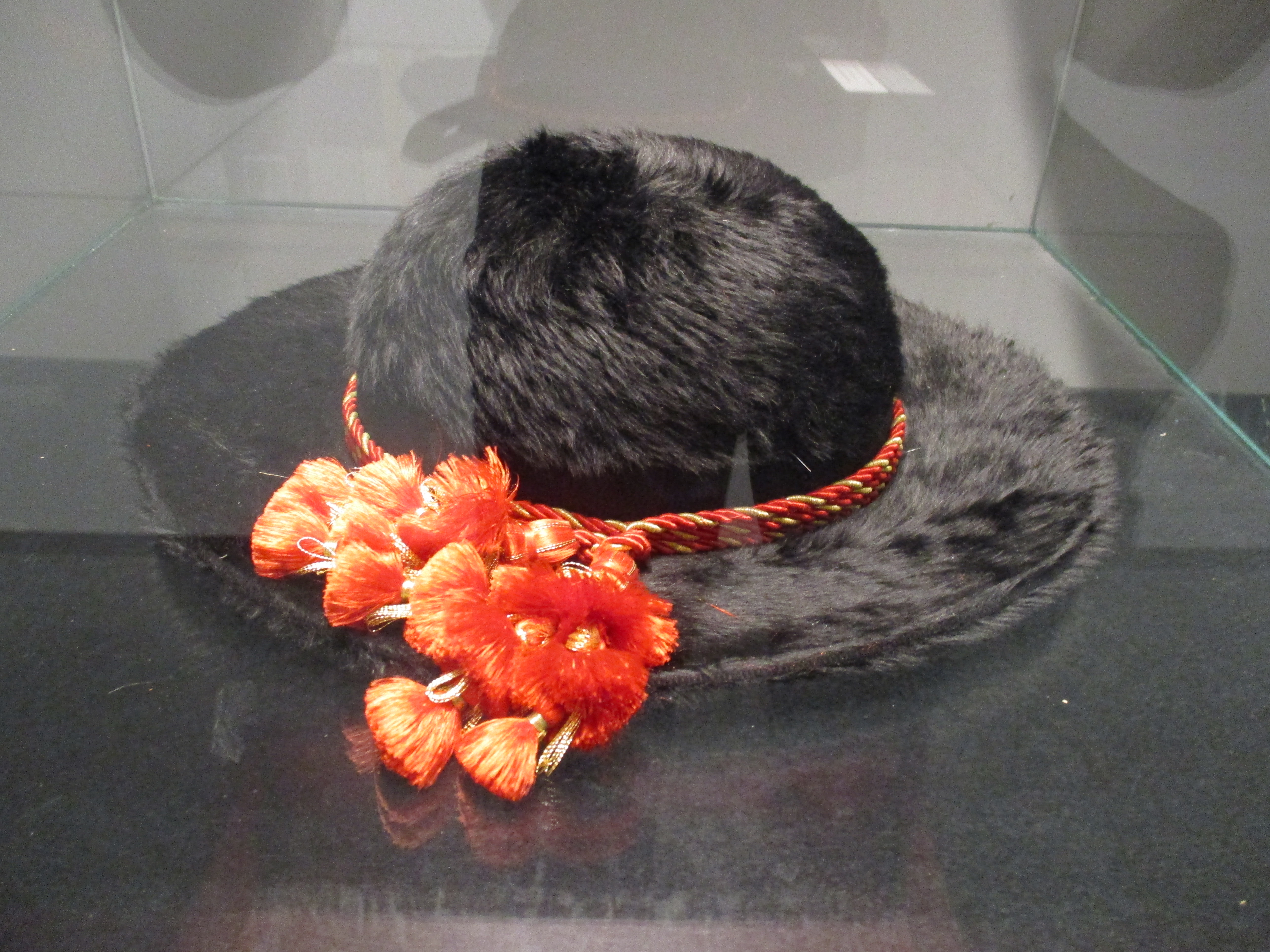
Winter-Saturno eines Kardinals
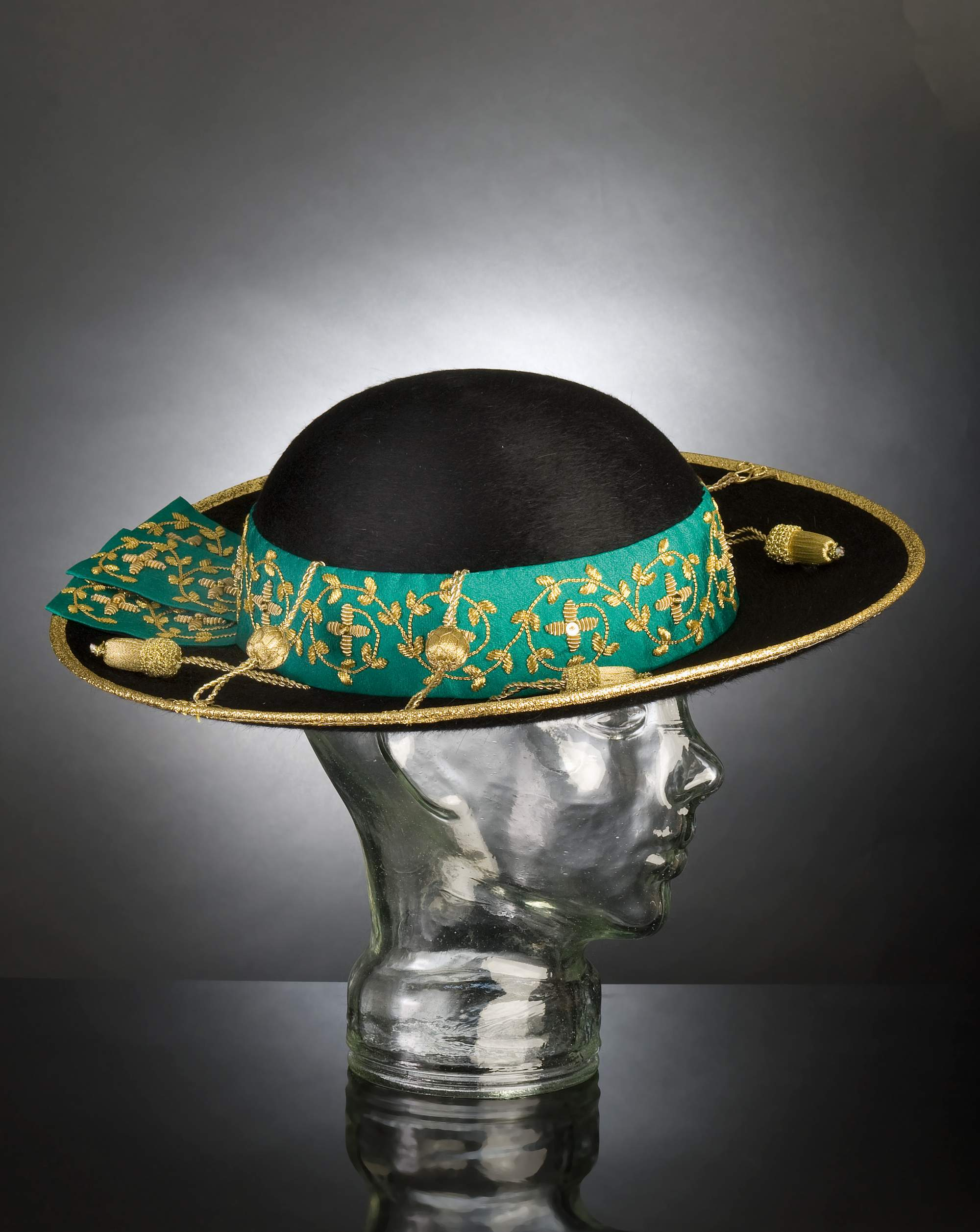
Saturno (Cappello Romano) eines Erzbischofs mit aufwändigen Stickereien aus Golddraht und Bouillon (Sammlung Philippi)
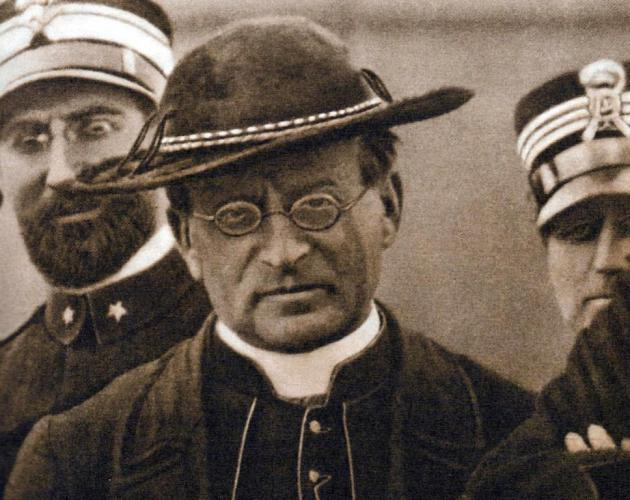
Achille Ratti (der spätere Papst Pius XI.) 1919 als Bischof mit schwarzem Saturno (mit gold-grüner Hutschnur)